# Neuwiller
 Neuwiller  (en alsacià: Neiwíller) és un municipi francès, situat a la regió del Gran Est, al departament de l'Alt Rin. L'any 2005 tenia 526 habitants.

## Demografia
| 1962 | 1968 | 1975 | 1982 | 1990 | 1999 |
| ---- | ---- | ---- | ---- | ---- | ---- |
| 372  | 386  | 448  | 478  | 533  | 506  |

## Administració
| Període   | Identitat     | Partit |
| --------- | ------------- | ------ |
| 2001-2008 | Alain Escalin |        |
| 2008-     | Urbain Hohler |        |